# Latitudinaires
Les Latitudinaires sont un mouvement religieux qui était surtout répandu, aux XVIe et XVIIe siècles, en Hollande, en Allemagne, en Angleterre, et qui comptait encore des partisans au XIXe siècle. 
Afin d'éviter les polémiques religieuses et leurs funestes conséquences, ils revendiquaient la plus grande latitude dans l'interprétation de la Bible. Cudworth, Burnet, Clarke, Chillingworth, et d'autres, professaient cette doctrine.
Le pasteur calviniste français Pierre Jurieu a combattu leur doctrine dans son ouvrage La Religion des Latitudinaires, publié en 1696.

## Source
Cet article comprend des extraits du Dictionnaire Bouillet. Il est possible de supprimer cette indication, si le texte reflète le savoir actuel sur ce thème, si les sources sont citées, s'il satisfait aux exigences linguistiques actuelles et s'il ne contient pas de propos qui vont à l'encontre des règles de neutralité de Wikipédia.